# Marcello Marchi
Marcello Marchi (Bologna, 10 aprile 1955 – Porretta Terme, 3 maggio 2020) è stato un calciatore italiano, di ruolo centrocampista.

## Carriera
Dopo gli esordi tra i dilettanti con il Baracca Lugo nel 1972, all'età di 18 anni passa al Foggia neopromosso in Serie A; non trovando spazio in prima squadra viene ceduto al Rimini che vince il campionato di Serie C 1975-1976 ed approda in Serie B.
Tra i cadetti disputa due stagioni con il Rimini, per un totale di 56 presenze e 2 gol, e la stagione 1978-1979 con la Sambenedettese, con 22 presenze all'attivo.
Torna al Rimini in Serie C1 nel 1979, per passare infine alla Sanremese dove gioca gli ultimi due anni da professionista.

## Palmarès

### Club

#### Competizioni nazionali
- Serie C: 1

Rimini: 1975-1976